# Вихованець Іван Романович
Вихованець Іван Романович (*9 жовтня 1935, с. Колосова, тепер Кременецького району Тернопільської області — 9 січня 2021) — український мовознавець, доктор філологічних наук з 1984, професор з 1989, член-кореспондент HAH України з 1992, почесний професор Волинського національного університету (Луцьк) з 2002.

## Життєпис
Закінчив 1959 Львівський університет.
У 1967—1987 працював в Інституті мовознавства АН УРСР, 1987—1991 — завідувач кафедри української мови Луцького педагогічного інституту.
Від 1991 — в Інституті української мови HAH України: завідувач відділу граматики, а з 1998 — завідувач відділу історії та граматики української мови.

## Наукова діяльність
Головні сфери наукових зацікавлень — синтаксис та морфологія української мови, культура української мови, загальне мовознавство.
Основні наукові праці:
- Синтаксис знахідного відмінка в сучасній українській літературній мові. — Київ, 1971.
- «Сучасна українська літературна мова. Синтаксис», 1972, у співавторстві.
- Прийменникова система української мови. — Київ, 1980.
- Граматика української мови. — Київ, 1982. (у співавторстві)
- Семантико-синтаксична структура речення. — Київ, 1983. (у співавторстві)
- Система відмінків української мови. — Київ, 1987.
- Частини мови в семантико-граматичному аспекті. — Київ, 1988. [Архівовано 12 квітня 2022 у Wayback Machine.]
- Нариси з функціонального синтаксису української мови. — Київ, 1992.
- Теоретична морфологія української мови: Академічна граматика української мови. — Київ, 2004. — ISBN 966-7671-60-7 (у співавторстві).
- Граматика української мови. Синтаксис: Підручник. — Київ, 1993. — ISBN 5-325-00174-4
- Изучаем украинский язык. Расширенный курс: посібник. — 1993, 1996. (у співавторстві)
- цикл досліджень «Граматична структура української мови», премія ім. І. Я. Франка, (1989).

Автор науково-популярних книжок про рідну мову («У світі граматики», 1987; «Таїна слова», 1990).
Один з укладачів «Словника української мови» (т. 1—11, 1970—80) і словника-довідника «Українська літературна вимова і наголос» (1973).
Працював також у галузі художнього перекладу. Член редколегії і один з авторів енциклопедії «Українська мова» (2000, 2004).